# 우에다 신이치로
우에다 신이치로(일본어: 上田 慎一郎, 1984년 4월 7일 ~ )는 일본의 영화 감독이다. 제작비 300만 엔의 독립영화 《카메라를 멈추면 안 돼!》의 감독으로 알려져 있다.

## 생애와 경력
교토에서 태어나 사가현에서 자랐다. 중학교 국어 시간에 모모타로 이야기를 소재로 한 연극을 하면서 처음으로 극본을 썼고, 선생님의 인정을 받아 전교생 앞에서 연극을 했다. 고등학교 때에는 연극부에서 활동하며 학교 축제 때 영화를 상영하며 3년 연속 최우수상을 수상했다. 이런 경험을 통해 영화 감독을 꿈꾸고 도쿄에 상경했다.
도쿄에 와서는 실패를 거듭했고 사기를 당해 큰 빚을 지며 노숙자가 되기도 했다. 그렇지만 블로그에 자신의 실패담을 희화화하여 표현함으로써 독자들의 호응을 얻었다. 25세 때 재기하여 독립 스튜디오 '스튜디오 메이즈'에 들어가서, 영화 장비를 3개월 동안 익히고 나온다. 이후 독학으로 연출법을 공부하며 독립영화를 8편가량 제작한다.
신인 감독과 배우들이 모여 제작하는 영화 프로젝트 'ENBU시네마프로젝트'의 일환으로 제작된 2017년작 《카메라를 멈추면 안 돼!》가 관객수 100만을 돌파하며 크게 흥행하였고, 우에다 감독도 큰 명성을 얻게 되었다.